# 排球女将 (日本电视剧)
《排球女将》（日語：燃えろアタック），又译为《青春的火焰》、《燃烧的青春》，是日本朝日電視台从1979年1月5日到1980年7月11日间每逢星期五晚上7:30到8:00播放的一部电视连续剧，根据石之森章太郎的同名漫畫改编。日文原名的意思是“燃烧·攻击”。

## 故事梗概
在日本北海道大沼牧场上长大的小鹿纯子从4岁起就被父亲督促练习跑步、跳高。之后她被送到东京北部的白富士学园上高中，成為了該校女子排球队的主攻手。在“成为国家队运动员参加奥运会就可以见到妈妈”的信念的鼓励下，练成了“旋转日月”（跳发球，港譯「運轉乾坤」）、“晴空霹雳”（空翻扣球，日语原名“打倒棕熊”，港譯「離心獨劈」）、“幻影旋风”（港譯「鬼影旋風球」，比照《青春火花》裡的「鬼影變幻球」）等绝技。事實上，純子的母親其實就是一直在她身邊為她打氣的百合子。她本來亦是排球隊的成員，但後來因为足跟腱拉伤退役嫁给了幸太郎。誕下純子之後，她因为眼疾去了加州。幸太郎希望能把純子訓練成為她的接班人，因而與教練一起刻意向純子隱瞞其母亲的情况，希望她可以以见到母亲为动力，努力躋身成為國家隊的成員。最后，纯子和会“流星赶月”（日语原名“UFO发球”）的南乡小雄等人一起成为日本国家队排球运动员，参加奥运会。

## 角色列表[1]
- 小鹿純子 (小鹿ジュン；荒木由美子飾，5號球衣，二年級學生；香港配音：黃麗芳，广东电视台配音：姚锡娟 )
- 速水大介教練 (南條豐飾，白富士学园女子排球队教練；香港配音：黃健強，广东电视台配音：简肇强)
- 速水大造部長 (小瀨格飾，白富士学园部長；香港配音：藍天)
- 百合子 / 小民子 (小鹿民；純子生母，河内桃子飾)
- 小鹿幸太郎 (小林昭二飾)
- 旁白：納谷悟朗
- 其他隊員：
  - 南乡小雄 (木村有希飾，白富士学园女排的宿敌花田高中队主力)
  - 藤田陽子 (日語原作由佑子，舟仓环飾，1號球衣，三年级)
  - 矢琦幸子 (青木純飾，2號球衣，三年级)
  - 大山亚也子 (大槻純子飾，3號球衣，三年级)
  - 铃木美智 (三谷晃代飾，4號球衣，三年级)
  - 根木梨花 (小山セリノ飾，6號球衣，二年级)
  - 内藤惠美 (成瀨靜江飾，7號球衣，二年级)
  - 野田花子 (岡本福飾，8號球衣，二年级，广东电视台配音：刘文玲)
  - 小川富 (今村恒美飾，9號球衣，二年级)
  - 西井千惠子 (三原順子飾，10號球衣，二年级)
  - 水木良子 (小川埃伊诺飾，11號球衣，三年级)
  - 八田规子 (中島千里飾，外號「四眼妹」，12號球衣，一年级)
  - 村中愛 (横田ひとみ飾，13號球衣，一年级)
  - 夏川由加 (中原步飾，14號球衣，二年级，來自夏烕夷的轉校生；香港配音：區瑞華 )
  - 西方美樹 (池田信子飾，15號球衣，二年级，原田径队队长)
  - 高坂鮎子 (木下和佳飾，16號球衣，一年级)
  - 五十岚正巳 (渡邊惠美子飾，17號球衣，一年级)
  - 新井惠子 (萩道子飾，18號球衣，新一屆一年級學生)
  - 松山若叶 (加瀨尚惠飾，19號球衣，新一屆一年級學生)
  - 谷川信 (青野直美飾，20號球衣，新一屆一年級學生）

## 製作人[1]
- 監製：小泉義明、阿部征司
- 原著：石之森章太郎
- 音樂：京建輔
- 技術指導：宮本惠美子

## 特点
一般的排球電視劇的“必殺技”都只集中在一、兩位主角身上，但這套劇许多人都有必殺技，譬如其中一個開球必殺技“高抛发球”（港譯「泰山壓頂」）是隊中的胖妹花子的絕招。

## 收視情況

### 日本
此片在日本女排在准备参加1980年莫斯科奥运会期间播出。因为日本與其它國家聯合抵制此次奥运，此片的收视率也不很高。

### 香港
本劇在1981年在香港播放。當時在香港很受歡迎，而不少女生都愛在體育課時扮演劇中的角色，例如：排成一條直線，然後假裝自己是排球隊的成員輪番扣球。

### 中国大陆
中国广东电视台在1982年引进並译制了此片，定名《排球女将》，又名《燃烧的青春》。由于該片演員的精湛演出，加上此前1981年，袁伟民率领中国女排在世界杯排球赛中首次夺得世界冠军，《排球女将》在中国创下极高的收视率。在1990年代此剧又多次重播。

## 批評
就如同《青春火花》所得到的批評一樣，《排球女将》有部份必殺技在現實生活根本不可能出現（例如：UFO發球），又或會引致運動員受傷（例如：晴空霹雳）。另外，劇集在香港播放時，有家長批評劇中來自夏威夷的插班生夏川由加的「魔鬼信仰」（她的睡房有一張古埃及神話中的死神阿努比斯的掃描畫像，在香港上映時，這位死神被譯作「勾魂使者」。由加每晚睡前都會與這幅畫像親吻。）及該位球員後來的離世，會令兒童觀眾感到不安。

## 參看
- 青春火花